# Eugnoriste planiforceps
Eugnoriste planiforceps är en tvåvingeart som beskrevs av Wallace A. Steffan 1971. Eugnoriste planiforceps ingår i släktet Eugnoriste och familjen sorgmyggor.
Artens utbredningsområde är Texas. Inga underarter finns listade i Catalogue of Life.